# Motor traseiro

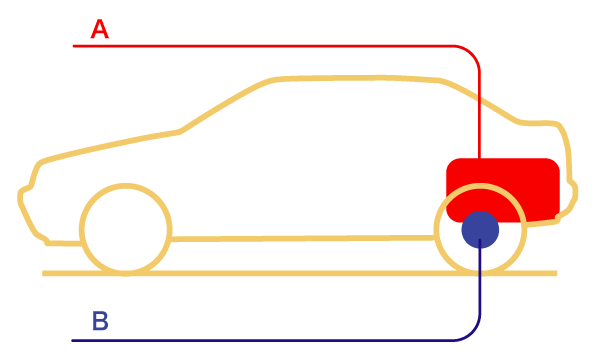
Veículo com motor (A) e tração (B) traseiros

No design automotivo, um layout de motor traseiro coloca o motor na parte traseira do veículo posterior ao eixo traseiro, ou seja, o centro de gravidade do motor está atrás do eixo traseiro. Isto não deve ser confundido com o centro de gravidade do veículo, uma vez que um desequilíbrio de tais proporções tornaria impossível manter as rodas dianteiras no chão.
Veículos com motor traseiro quase sempre têm tração traseira, e são conhecidos pelo layout RR (do inglês: rear engine, rear wheel drive. Em Português: motor traseiro, tração traseira). A exceção são certos em modelos 4x4 alto desempenho, de algumas montadoras europeias.
A aplicação atual mais popular está nos ônibus de piso baixo, onde a economia de espaço é melhor aproveitada.

## Vantagens

### Robustez
A adoção do motor nas traseira de um ônibus proporciona um custo de manutenção menor pois o sistema é mais robusto, já que o eixo cardã é eliminado, pois o motor esta próximo as rodas motrizes.

### Frenagem
Este tipo de arranjo é bem mais eficaz nas frenagens, pois neste momento a carga vertical fica mais equalizada sobre os eixos, permitindo que o freio traseiro seja projetado com muito mais força de mordida, com discos de maior diâmetro e pinças mais parrudas , ou seja, a carga é distribuída entre os eixos evitando que o eixo dianteiro seja sobrecarregado.

## Desvantagens

### Tendência a sobreviragem
Carros com motor traseiro possuem uma grande tendência a sobreviragem, isso ocorre por causa do peso na traseira do eixo, isso tende a desequilibrar o carro em curvas rápidas.